# Kebowan (Winong)
Kebowan is een bestuurslaag in het regentschap Pati van de provincie Midden-Java, Indonesië. Kebowan telt 1411 inwoners (volkstelling 2010).